# جوزيف هيل
جوزيف هيل (بالإنجليزية: Joseph Hill)‏ هو مغني وموسيقي وكاتب أغاني وعازف قيثارة جامايكي، ولد في 22 يناير 1949 في لينستيد ‏ في جامايكا، وتوفي في 19 أغسطس 2006 في برلين في ألمانيا.

## وصلات خارجية
- جوزيف هيل على موقع IMDb (الإنجليزية)
- جوزيف هيل على موقع ميوزك برينز (الإنجليزية)
- جوزيف هيل على موقع ديسكوغز (الإنجليزية)